# Eix transversal
|  | No s'ha de confondre amb Eix Transversal. |

Animació que mostra la inclinació d'una aeronau al voltant del seu eix transversal.

L'eix transversal és un eix virtual perpendicular a la dimensió major d'un cos o bé a la direcció habitual de moviment d'un vehicle. L'eix fa un angle recte tant amb l'eix longitudinal com amb l'eix vertical. Els moviments de rotació al voltant de l'eix transversal en el cas d'una aeronau es denomina «capcineig», per assemblar-se al gest d'afirmació que es fa amb el cap. Aquest tipus de moviment és possible gràcies al timó de profunditat.

Equilibri de forces al voltant de l'eix transversal.